# Teorema di fluttuazione
Il teorema di fluttuazione (fluctuation theorem: FT) in meccanica statistica (termodinamica stocastica) verte sulla probabilità relativa che l'entropia di un sistema che si trovi attualmente lontano dall'equilibrio (stato di massima entropia) aumenti o decresca in un dato intervallo di tempo. Mentre il secondo principio della termodinamica stabilisce che l'entropia di un sistema isolato dovrebbe tendere ad aumentare fino al raggiungimento dell'equilibrio, la meccanica statistica rende evidente che questo principio ha solo valore statistico, suggerendo che ci deve essere sempre una probabilità non nulla che l'entropia di un sistema isolato decresca spontaneamente. Il teorema di fluttuazione quantifica precisamente questa probabilità.

## Enunciato del teorema di fluttuazione
In breve, il teorema di fluttuazione caratterizza la distribuzione di probabilità della produzione d'entropia di un sistema fuori dall'equilibrio, rappresentata da {\displaystyle {\mathcal {S}}}. Il teorema dice che, in un sistema in uno stato stazionario fuori dall'equilibrio, in un intervallo di tempo di durata fissata, il rapporto fra la probabilità che {\displaystyle {\mathcal {S}}} abbia valore {\displaystyle A} e la probabilità che essa abbia invece il valore opposto {\displaystyle -A}, è data dall'esponenziale di {\displaystyle A/k_{\mathrm {B} }}, dove {\displaystyle k_{\mathrm {B} }} è la costante di Boltzmann. In altri termini, in un sistema finito di non equilibrio durante un intervallo di tempo finito, il teorema di fluttuazione fornisce un'espressione matematica precisa della probabilità che la variazione d'entropia sia opposta a quella dettata dal secondo principio della termodinamica.
Matematicamente, il teorema di fluttuazione è espresso da
{\displaystyle {\frac {P({\mathcal {S}}=A)}{P({\mathcal {S}}=-A)}}=e^{A/k_{\mathrm {B} }}.}
Questo implica che, se la durata dell'intervallo temporale o la taglia del sistema aumentano (dato che {\displaystyle {\mathcal {S}}} è estensiva), la probabilità di osservare una produzione d'entropia opposta a quella dettata dal secondo principio diminuisce esponenzialmente. Questo risultato è una delle poche espressioni in meccanica statistica di non equilibrio che sono valide arbitrariamente lontano dall'equilibrio. È da notare che esso non implica che il secondo principio sia sbagliato o non valido. Il secondo principio si applica a sistemi macroscopici. Il teorema di fluttuazione è più generale, dato che si applica tanto a sistemi macroscopici che microscopici. Applicato a sistemi macroscopici, esso è equivalente al secondo principio.

## Corollari

### Disuguaglianza del secondo principio
Una semplice conseguenza del teorema di fluttuazione è che se vengono eseguiti un gran numero di esperimenti di durata fissata, la media su tutti gli esperimenti della produzione d'entropia non può essere negativa per nessun valore della durata stessa:
{\displaystyle \left\langle {\mathcal {S}}\right\rangle \geq 0.}
Questa disuguaglianza è detta disuguaglianza del secondo principio. Essa può essere dimostrata per sistemi arbitrariamente lontani dall'equilibrio e anche per sistemi manipolati da campi d'intensità arbitraria e con dipendenza dal tempo parimenti arbitraria.

### Teorema di fluttuazione integrale
Un'altra conseguenza, semplice ed elegante, del teorema di fluttuazione è il teorema di fluttuazione integrale (detto anche "nonequilibrium partition identity" (NPI)):
{\displaystyle \left\langle \exp \left(-{\frac {\mathcal {S}}{k_{\mathrm {B} }}}\right)\right\rangle =1,\qquad \forall t.}
Quindi, nonostante la disuguaglianza del secondo principio, che sembrerebbe implicare che la media decresca esponenzialmente nel tempo, il rapporto esponenziale delle probabilità dato dal teorema di fluttuazione cancella esattamente l'esponenziale decrescente nella media in questa formula, dando una media di ensemble pari all'unità per durate arbitrarie.

## Storia
Il teorema di fluttuazione venne proposto e verificato mediante simulazioni al computer da Evans, Cohen e Morriss (1993). La prima dimostrazione venne data da Evans e Searles (1994). Da allora molti contributi matematici e di simulazione hanno mostrato come esso si applichi a diversi insiemi statistici. Notiamo in particolare la formulazione datane da Gallavotti e Cohen (1995). Il primo esperimento di verifica del risultato è dovuto a Wang et al. (2002), su una particella colloidale manipolata mediante delle pinzette ottiche. La relazione di fluttuazione è stata poi generalizzata a sistemi descritti da catene di Markov da Lebowitz e Spohn (1999)  e a sistemi descritti da equazioni di Langevin da Kurchan (1998).

## Sviluppi

### Teorema di fluttuazione di Crooks
Il teorema di fluttuazione di Crooks  è un'equazione fondamentale in meccanica statistica che mette in relazione la produzione di entropia lungo una traiettoria percorsa da un sistema durante una trasformazione di non equilibrio con il rapporto della probabilità della traiettoria stessa e quello della sua inversa temporale. La relazione prende il nome da Gavin J. Crooks che la derivò nel 1999. Da essa discendono varie relazioni in termodinamica stocastica, come il teorema di fluttuazione per gli stati stazionari enunciato più sopra e l'uguaglianza di Jarzynski.
Nella sua formulazione più generale, consideriamo un sistema sottoposto a una manipolazione {\displaystyle \mathbf {\lambda } =(\lambda (t))} durante un intervallo di tempo {\displaystyle t_{0}\leq t\leq t_{\mathrm {f} }}. Denotiamo con {\displaystyle P_{\mathrm {F} }(\mathbf {x} )} la probabilità che il sistema segua la traiettoria {\displaystyle \mathbf {x} =(x(t))} nell'intervallo di tempo considerato (dove "F" sta per "forward", cioè "in avanti"). Definiamo la manipolazione inversa {\displaystyle {\widehat {\mathbf {\lambda } }}} mediante la relazione {\displaystyle {\widehat {\lambda }}(t)=\lambda ({\widehat {t}})}, dove {\displaystyle {\widehat {t}}=t_{0}+t_{\mathrm {f} }-t}, {\displaystyle t_{0}\leq t\leq t_{\mathrm {f} }}. Denotiamo con {\displaystyle P_{\mathrm {B} }({\widehat {\mathbf {x} }})} (dove "B" sta per "backward", cioè "all'indietro") la probabilità che il sistema segua la traiettoria {\displaystyle {\widehat {\mathbf {x} }}} quando il sistema è manipolato secondo la manipolazione inversa {\displaystyle {\widehat {\lambda }}}. Allora la relazione di Crooks stipula che
{\displaystyle {\frac {P_{\mathrm {F} }(\mathbf {x} )}{P_{\mathrm {B} }({\widehat {\mathbf {x} }})}}=e^{{\mathcal {S}}[\mathbf {x} ]/k_{\mathrm {B} }},}
dove {\displaystyle {\mathcal {S}}[\mathbf {x} ]} è l'entropia prodotta dal sistema, quando il sistema segue la traiettoria {\displaystyle \mathbf {x} }. Sommando su tutte le traiettorie la cui produzione di entropia è pari ad {\displaystyle A} si ottiene il teorema di fluttuazione.
Se il sistema si trova inizialmente all'equilibrio con un valore {\displaystyle \lambda _{0}} del parametro {\displaystyle \lambda }, e esso viene manipolato fino al valore {\displaystyle \lambda _{\mathrm {f} }}, e gli si permette poi di raggiungere l'equilibrio con valore di {\displaystyle \lambda } costante, la produzione di entropia {\displaystyle {\mathcal {S}}[\mathbf {x} ]} è espressa in funzione del lavoro {\displaystyle {\mathcal {W}}[\mathbf {x} ;\mathbf {\lambda } ]} (in termini di energetica stocastica) da
{\displaystyle T\,{\mathcal {S}}[\mathbf {x} ]={\mathcal {W}}[\mathbf {x} ;\mathbf {\lambda } ]-\Delta F,}
dove {\displaystyle \Delta F=F_{\lambda _{\mathrm {f} }}-F_{\lambda _{0}}} è la differenza fra il valore dell'energia libera nello stato finale e in quello iniziale. Il vantaggio di questa formulazione è che il lavoro compiuto è spesso più facilmente accessibile sperimentalmente. Sommando su tutte le traiettorie che hanno un dato valore {\displaystyle W} di {\displaystyle {\mathcal {W}}[\mathbf {x} ;\mathbf {\lambda } ]} si ottiene
{\displaystyle {\frac {P_{\mathrm {F} }({\mathcal {W}}=W)}{P_{\mathrm {B} }({\mathcal {W}}=-W)}}=\exp \left({\frac {W-\Delta F}{k_{\mathrm {B} }T}}\right).}
Questa relazione è stata verificata sperimentalmente usando pinzette ottiche per il processo di apertura e chiusura di una piccola forcina di RNA (Collin et al. (2005)). Sommando su tutti i valori di {\displaystyle W} si ottiene l'uguaglianza di Jarzynski.